# Черч-Крік (Меріленд)
Черч-Крік (англ. Church Creek) — місто (англ. town) в США, в окрузі Дорчестер штату Меріленд. Населення — 102 особи (2020).

## Географія
Черч-Крік розташований за координатами 38°30′18″ пн. ш. 76°9′15″ зх. д. / 38.50500° пн. ш. 76.15417° зх. д. (38.505025, -76.154034).  За даними Бюро перепису населення США в 2010 році місто мало площу 0,87 км², з яких 0,87 км² — суходіл та 0,00 км² — водойми.

## Демографія
Згідно з переписом 2010 року, у місті мешкало 125 осіб у 59 домогосподарствах у складі 37 родин. Густота населення становила 143 особи/км².  Було 67 помешкань (77/км²).
Расовий склад населення:
| - 89,6 % — білих - 6,4 % — чорних або афроамериканців |

До двох чи більше рас належало 3,2 %. Частка іспаномовних становила 4,8 % від усіх жителів.
За віковим діапазоном населення розподілялося таким чином: 16,0 % — особи молодші 18 років, 61,6 % — особи у віці 18—64 років, 22,4 % — особи у віці 65 років та старші. Медіана віку мешканця становила 47,8 року. На 100 осіб жіночої статі у місті припадало 81,2 чоловіків;  на 100 жінок у віці від 18 років та старших — 81,0 чоловіків також старших 18 років.
Середній дохід на одне домашнє господарство  становив 58 734 долари США (медіана — 60 000), а середній дохід на одну сім'ю — 71 647 доларів (медіана — 64 625). За межею бідності перебувало 11,4 % осіб, у тому числі 23,5 % дітей у віці до 18 років та 0,0 % осіб у віці 65 років та старших.
Цивільне працевлаштоване населення становило 75 осіб. Основні галузі зайнятості: публічна адміністрація — 13,3 %, освіта, охорона здоров'я та соціальна допомога — 13,3 %, будівництво — 12,0 %.